# 2004年アテネオリンピックのグルジア選手団
2004年アテネオリンピックのグルジア選手団（2004ねんアテネオリンピックのグルジアせんしゅだん）は、2004年8月13日から8月29日にかけてギリシャの首都アテネで開催された2004年アテネオリンピックのグルジア選手団、およびその競技結果。

## 概要
今大会は金メダル2個、銀メダル2個、合計4個のメダルを獲得した。

## メダル
| メダル | 選手名               | 競技                 | 種目                     |
| ------ | -------------------- | -------------------- | ------------------------ |
| 金     | ズラブ・ズビャダウリ | 柔道                 | 男子90kg以下級           |
| 金     | ギオルギ・アサニゼ   | ウエイトリフティング | 男子85kg級               |
| 銀     | ネストル・ヘルギアニ | 柔道                 | 男子60kg以下級           |
| 銀     | ラメズ・ノザゼ       | レスリング           | 男子グレコローマン96kg級 |